# 제54회 베네치아 국제 영화제
제54회 베네치아 국제 영화제는 1997년 8월 27일에 열린 시상식이다. 이탈리아 베니스에서 개최되었다.

## 수상 및 후보

### 황금사자상
- 하나-비 - 기타노 다케시 수상

### 볼피컵 여우주연상
- 나이아가라 나이아가라 - 로빈 튜니 수상

### 볼피컵 남우주연상
- 원 나잇 스탠드 - 웨슬리 스나입스 수상

### OCIC상
- 윈터 게스트 - 앨런 릭먼 수상